# Berlinette
Albums de Ellen Allien
Stadtkind
(2001) Thrills
(2005)
Berlinette est le deuxième album d'Ellen Allien, sorti en 2003 sur son label BPitch Control.

## Liste des morceaux
| 1.    | Alles sehen       | 3:52 |
| 2.    | Sehnsucht         | 6:21 |
| 3.    | Trash scapes voc  | 1:01 |
| 4.    | Push              | 4:20 |
| 5.    | Trash scapes      | 4:43 |
| 6.    | Augenblick        | 4:42 |
| 7.    | Wish              | 4:50 |
| 8.    | Abstract pictures | 4:57 |
| 9.    | Erdbeermund       | 4:16 |
| 10.   | Secret            | 4:12 |
| 11.   | Open              | 6:13 |
| 49:27 |                   |      |